# Jean-Baptiste Delescluse
Jean-Baptiste Delescluse (1803-1861) est un avocat et homme politique belge.
Représentant de l'aile radicale du Parti libéral, il fut député et bourgmestre de la ville d'Ath. Sa politique sociale lui valut le surnom de « père des pauvres ».

## Biographie
Jean-Baptiste Delescluse naquit le 5 avril 1803 dans une famille de notables athois : son grand-père paternel, Toussaint, fut maire de la ville durant la période française, et son père, Jean-Juste, y fut commissaire de police avant d'être désigné juge de paix du canton.
Delescluse fréquenta le collège de sa ville natale et étudia ensuite le droit à l'université d'État de Louvain. Ayant obtenu son doctorat en 1824, il s'inscrivit au barreau de Tournai et s'installa quelques années comme avocat dans cette ville, puis regagna Ath.
En 1830, Delescluse ne participa pas à la révolution belge. Il fut nommé échevin de la ville d'Ath le 18 octobre 1831 et dut gérer l'année suivante une épidémie de choléra survenue entre les mois d'août et de novembre. Le 7 mars 1833, il succéda à Édouard de Rouillé en tant que bourgmestre. Il fut réélu conseiller communal en 1836, mais Jean-Baptiste Taintenier fut désigné bourgmestre le 12 janvier 1837 afin de préserver l'unionisme menacé, de l'avis de ses collègues, par la politique sociale et le libéralisme affirmé de Delescluse.
En réaction à une lettre pastorale des évêques de Belgique condamnant les associations maçonniques, Delescluse, Maximilien Deghouy et les frères Ernest et Eugène Defacqz fondèrent à Ath le 27 mai 1839 la loge « La Renaissance ». Jean-Baptiste Delescluse en devint rapidement le vénérable, une fonction qu'il occupa de 1839 à 1845. La loge, qui comptait une septantaine de membres, s'opposa à l'Église sur les terrains social et politique. Face au catholique Adolphe Dechamps, Delescluse échoua à se faire élire député en 1839, mais il fut élu conseiller provincial du Hainaut en 1840.
Les élections législatives de 1842 donnèrent lieu à une campagne virulente entre les catholiques et les libéraux, entre autres par journaux interposés, le libéral L'Écho de la Dendre (pcd) s'opposant à La Gazette d'Ath catholique. Adolphe Dechamps remporta à nouveau les suffrages face à Delescluse, mais avec un faible écart de voix. En 1845, les libéraux athois gagnèrent les élections communales : ils demeurèrent majoritaires pendant cinquante ans. Delescluse fut élu en 1846 président de l'Association libérale d'Ath, fondée en 1842, et l'orienta vers ses idées progressistes.
Le contexte révolutionnaire en Europe et la crise socio-économique conjugués à l'abaissement au minimum constitutionnel du cens électoral permirent à Jean-Baptiste Delescluse d'être élu député à l'occasion des élections législatives du 13 juin 1848. La même année, il fut réélu au conseil communal d'Ath et il récupéra le 7 octobre le siège de bourgmestre toujours occupé par Jean-Baptiste Taintenier. Les conseillers libéraux modérés n'eurent presque plus aucune fonction dans le nouveau collège échevinal. Les mesures sociales de Delescluse opposèrent bientôt les radicaux et les doctrinaires, parmi lesquels Jean-Baptiste Taintenier, Maximilien Deghouy et Ernest Defacqz. Le désaccord aboutit à une rupture au début de 1851 ; les radicaux renforcèrent cependant leur position lors des élections communales du 28 octobre 1851.
Avec l'appui d'Eugène de Ligne, le sénateur libéral de l'arrondissement d'Ath, le député doctrinaire Martin Jouret s'allia au catholique Frédéric de Sécus afin que ce dernier enlève le siège de Delescluse à la Chambre. Une réconciliation de dernière minute n'empêcha pas la défaite de Delescluse en juin 1852. Abattu, il envisagea un moment de démissionner de son poste de bourgmestre. Il entama à la fin de 1852 un voyage en Italie et fut reçu en audience avec d'autres personnalités belges par le pape Pie IX en février 1853.
Revenu dans sa ville, Delescluse dut faire face aux critiques des conseillers communaux doctrinaires et catholiques lui reprochant de financer les dépenses sociales par des hausses d'impôt. Cependant, Delescluse fut réélu aux niveaux provincial et communal en 1854. La même année, il fut nommé chevalier de l'ordre de Léopold lors de la visite du roi à Ath.
Delescluse s'opposa sans succès à la réélection du sénateur Eugène de Ligne en 1855. Le gouvernement De Decker, reprochant à Delescluse de faire régner à Ath « l'esprit de parti le plus exclusif », décida fin septembre de nommer un nouveau bourgmestre, le catholique Charles Lor. Le 29 novembre, les conseillers communaux radicaux en séance critiquèrent violemment le nouveau bourgmestre qui n'était pas issu du conseil. L'affaire fit grand bruit dans la presse et jusqu'au parlement. La cour d'appel de Bruxelles condamna en novembre 1856 Delescluse et les conseillers progressistes pour outrages écrits envers Charles Lor. Le pourvoi ayant été rejeté, Delescluse fut incarcéré trois mois à la prison des Petits-Carmes. Il s'installa ensuite à Ixelles.
Réhabilité en 1858, Delescluse put se présenter aux élections communales à Ath en 1860. Son élection fut néanmoins annulée.
Jean-Baptiste Delescluse mourut à Ath le 9 novembre 1861.

## Publications
- Lettre de M. Delescluse, ancien bourgmestre d'Ath, à monsieur le ministre de l'Intérieur en réponse au discours prononcé par M. le ministre dans la séance de la Chambre des représentants du 29 janvier 1856, Bruxelles, Ch. Vanderauwera, 1856 [disponible sur le site de la Bibliothèque royale de Belgique]